# Sung Hyuk
Hong Sung-hyuk (en hangul, 홍성혁, RR: Hong Seong-hyeok), más conocido como Sung Hyuk (hangul 성혁, RR Seong Hyeok), es un actor surcoreano.

## Carrera
Es miembro de la agencia "FNC Entertainment" (FNC 엔터테인먼트).
En el 2010 se unió al elenco de la serie Please Marry Me, donde dio vida a Kim Kang-ho, el hijo más joven de la familia Kim.
El 22 de febrero de 2014 se unió al elenco de la serie Bride of the Century, donde interpretó a Jang Yi-hyun, el medio hermano mayor de Jang Yi-kyung (Yang Jin-sung) y gerente de las operaciones de "Ohsung Construction", hasta el final de la serie el 12 de abril del mismo año.
En abril del mismo año se unió al elenco principal de la serie Jang Bo-ri is Here! donde dio vida a Moon Ji-sang, el exnovio de Yeon Min-jung (Lee Yoo-ri) y padre de Do Bi-dan (Kim Ji-young).El 24 de noviembre del mismo año se unió al elenco principal de la serie You Are the Only One, donde interpretó a Lee Ji-gun, un chef quien jura jamás casarse, hasta que conoce y se enamora de la productora de programas de cocina Song Do-won (Han Chae-ah), hasta el final de la serie el 22 de mayo del 2015.
En abril de 2017 apareció en la serie Band of Sisters, donde dio vida a Na Jae-il, el fallecido esposo de Kang Ha-ri (Kim Ju-hyeon), quien muere en un accidente automovilístico el día de su boda. En diciembre del mismo año se unió al elenco de la serie A Korean Odyssey (también conocida como "Hwayugi"), donde interpretó dos personajes: al general Dong Jang-goon, el asesor de Son Oh-gong (Lee Seung-gi) y dueño de una heladería, y a su hermana gemela Hada Ha, una mujer cálida y sociable que posee una tienda de cócteles en la noche, hasta el final de la serie el 4 de marzo del 2018.
El 24 de marzo de 2020 realizó su primera aparición invitada en la serie 365: Repeat the Year, donde dio vida al dermatólogo Kim Dae-sung, hasta el 30 de marzo del mismo año. El 17 de mayo del mismo año se unió al elenco principal de la serie Kingmaker: The Change of Destiny (también conocida como "Wind and Cloud and Rain"), donde interpreta a Chae In-gyoo, un amigo y enemigo de Choi Chun-joong (Park Si-hoo), hasta el final de la serie en julio del mismo año.En abril del mismo año apareció en la serie Good Casting, donde dio vida a Kwon Min-seok, un agente que es asesinado durante una misión así como el novio de Im Ye-eun (Yoo In-young).
En abril de 2021 participó en el reparto de la película de suspenso Recalled, con el papel del marido violento de la protagonista Su-jin (interpretada por Seo Ye-ji), a la que intenta proteger su hermanastro Seon-woo (Kim Kang-woo).

## Filmografía

### Series de televisión
| Año     | Título                            | Personaje                 | Notas                     | Ref.   |
| ------- | --------------------------------- | ------------------------- | ------------------------- | ------ |
| 2008    | Don't Be Swayed                   | Park Dong-hyuk            |                           |        |
| 2005    | Let's Go to the Beach             | -                         |                           |        |
| 2010    | Pink Lipstick                     | -                         |                           |        |
| 2010    | Oh! My Lady                       | -                         |                           |        |
| 2010    | Please Marry Me                   | Kim Kang-ho               |                           |        |
| 2014    | Bride of the Century              | Jang Yi-hyun              | 16 episodios              |        |
| 2014    | Jang Bo-ri is Here!               | Moon Ji-sang              | 52 episodios              |        |
| 2014-15 | You Are the Only One              | Lee Ji-gun                | 120 episodios             |        |
| 2015    | My Daughter, Geum Sa Wol          | -                         |                           |        |
| 2016    | Click Your Heart                  | Entrenador de "Neoz High" |                           |        |
| 2016    | Dramaworld                        | Hombre cenando            | Aparición especial, ep. 3 |        |
| 2017    | My Father is Strange              | Moon Ji-sang              |                           |        |
| 2017    | Band of Sisters                   | Na Jae-il                 |                           |        |
| 2017    | Single Wife                       | Lee Min-hong              | 12 episodios              |        |
| 2017-18 | A Korean Odyssey                  | Dong Jang-goon / Hada Ha  |                           | [ 10 ] |
| 2019    | Trap                              | Hunter                    |                           | [ 11 ] |
| 2019    | Save Me 2                         | Jung Byung-ryool          |                           | [ 12 ] |
| 2020    | 365: Repeat the Year              | Kim Dae-sung              | 5 episodios               |        |
| 2020    | Good Casting                      | Kwon Min-seok             |                           |        |
| 2020    | Kingmaker: The Change of Destinyy | Chae In-gyoo              | 21 episodios              |        |
| 2021    | Imitation                         | Actor Nominado            | Aparición especial, ep. 1 |        |
| 2022    | Connect                           | Min-sook                  |                           | [ 13 ] |

### Películas
| Año  | Título              | Personaje           | Notas | Ref.   |
| ---- | ------------------- | ------------------- | --- | ------ |
| 2009 | 4th Period Mystery  | Maestro de Gimnasia | junto a Yoo Seung-ho, Kang So-ra, Cho Sang-geun, Jeon Joon-hong, Jeong Seog-yong y Park Chul-min                 |        |
| 2006 | Monopoly            | -                   | junto a Kim Sung-soo, Yoon Ji-min, Yang Dong-geun y Kim Hyung-beom                                               |        |
| 2010 | Bloody Shake        | Chan-woo            | junto a Jeon Hye-jin, Jang Sung-won, Keum Dong-hyun y Choi Dae-sung                                              |        |
| 2011 | Sweet Dreams        | -                   | |        |
| 2013 | Good Friends        | Hyun-soo            | junto a Lee Ji-hoon, Yeon Jung-hoon, Kazuki Kitamura, Kim Young-hoon y Choi Jung-won                             |        |
| 2014 | Monster             | Taxista             | junto a Lee Min-ki, Kim Go-eun, Kim Roi-ha, Kim Boo-seon, Ahn Seo-hyun, Kim Bo-ra, Bae Seong-woo y Park Chul-min |        |
| 2016 | Operation Chromite  | Song Sang-deuk      | junto a Lee Jung-jae, Lee Beom-soo, Liam Neeson, Jin Se-yeon, Jung Joon-ho, Kim Byeong-ok y Park Chul-min        |        |
| 2019 | Start-Up (Ignition) | Kang Dae-cheon      | junto a Park Jung-min, Jung Hae-in, Ma Dong-seok, Choi Sung-eun, Yum Jung-ah y Yoo Su-bin                        |        |
| 2020 | Recalled            | -                   | junto a Seo Ye-ji, Kim Kang-woo, Bae Je-ki y Park Sang-wook                                                      |        |
| 2021 | Citizen of a Kind   | Dae-woo             | junto a Ra Mi-ran, Gong Myung, Yeom Hye-ran, Park Byung-eun, Lee Moo-saeng y Jin Hee-kyung                       | [ 14 ] |

### Aparición en programas de variedades
| Año              | Título                                                               | Notas                                         |
| ---------------- | -------------------------------------------------------------------- | --------------------------------------------- |
| -                | 1 vs. 100                                                            | (ep. #361) - invitado                         |
| 2014 - 2015      | Cool Kiz on the Block (Our Neighborhood Arts and Physical Education) | (ep. #75-89) - miembro                        |
| 2016             | Real Men: Manly Men Special                                          | miembro                                       |
| 2017             | Video Star                                                           | (ep. #32) - invitado                          |
| 2017             | 로맨스의 아키타                                                      | miembro                                       |
| 2015, 2017, 2018 | Radio Star                                                           | 3 episodios - (ep. #413, 516, 586) - invitado |
| 2018             | King of Mask Singer                                                  | (ep. #161) - concursó como "Andy Warhol"      |

### Aparición en videos musicales
| Año  | Intérprete                                             | Canción                                     | Notas  |
| ---- | ------------------------------------------------------ | ------------------------------------------- | ------ |
| 2009 | Lee Jin-sung (이진성)                                  | "Sorry"                                     |        |
| 2010 | Kiroy Y (양정승) ft. JB (제이비) & Han Ji-eun (한지은) | "The Stars of The Night 2" (밤하늘의 별을2) | [ 17 ] |

### Revistas / sesiones fotográficas
| Año | Título            | Notas |
| --- | ----------------- | ----- |
| -   | High Cut          |       |
| -   | bnt International |       |

### Anuncios
| Año  | Título        | Notas |
| ---- | ------------- | ----- |
| 2014 | KT 알뜰폰     |       |
| 2015 | 골프의류 팬텀 |       |

## Premios y nominaciones
| Año  | Categoría                 | Premio                                     | Trabajo             | Resultado |
| ---- | ------------------------- | ------------------------------------------ | ------------------- | --------- |
| 2014 | Best New Actor in a Drama | 22nd Korea Culture and Entertainment Award | Jang Bo-ri is Here! | Ganó      |